# 50 West Street
50 West Street ist ein 237,3 m hoher Wolkenkratzer im Stadtbezirk Manhattan in New York City. Er hat eine gemischte Nutzung mit 191 Eigentumswohnungen und Einzelhandel. Nachdem die Mitte 2008 begonnenen Bauarbeiten seit Anfang 2009 ruhten, wurde die Errichtung des Bauwerks im Oktober 2013 wieder fortgesetzt. Das Hochhaus wurde im Herbst 2016 fertiggestellt.

## Beschreibung
50 West Street befindet sich im Stadtteil Financial District in Lower Manhattan am West Side Highway direkt neben der Zufahrt zum Brooklyn-Battery Tunnel und südlich vom neuen World Trade Center mit dem 541 Meter hohen One World Trade Center.
Der Wohnturm ist 237,3 Meter (779 Fuß) hoch, womit er zu den höchsten Wohngebäuden der Stadt zählt. Er hat insgesamt 191 luxuriös ausgestattete Wohneinheiten, darunter zwei Penthäuser sowie auf mehreren unteren Etagen Gewerbeeinheiten. Insgesamt 3000 mit Aluminium eingerahmte Glasscheiben, davon 500 gebogen, wurden vom Straßenniveau bis zum Penthouse installiert. Das Gebäude verfügt über eine private offene Aussichtsplattform auf dem 64. Stock in 221 m Höhe. Sie ist mit Ferngläsern, Grillstationen und privaten Essbereichen ausgestattet. Wegen seiner Lage und Höhe haben die Bewohner des Wolkenkratzers einen sehr guten Blick auf die Freiheitsstatue sowie den New Yorker Hafen. Am Fuß des Gebäudes entstand an der Seite zum benachbarten Parkhaus ein kleiner begrünter Platz mit Fußweg, der die West Street mit der Washington Street verbindet. Den Platz dafür schuf man, indem man von der zehnten Etage abwärts die Fassade in einer Schräge Richtung Gebäudekern zog (leicht erkennbar im Bild von 2017).
Das Unternehmen Time Equities legte im Juni 2008 den Grundstein für einen zunächst geplanten 66-stöckigen Hotel-/Apartmentturm. Im Herbst 2008 wurden die Bauarbeiten aufgrund der Finanzkrise vorerst eingestellt. Mitte Januar 2013 wurde bekannt, dass Time Equities beabsichtigt, die Pläne für das Hotel über Bord zu werfen und stattdessen Einzelhandel und Geschäfte in den unteren Etagen untergebracht werden sollen. Der Grund liegt vor allem in der Sorge einer neuerlichen Überflutung von Lower Manhattan, wo Ende Oktober 2012 der Hurrikan Sandy großen Schaden verursachte. Das mechanische Equipment wurde deswegen ein paar Etagen höher gelegt. Um eine zusätzliche Sicherheit zu gewährleisten, sind Schleusen bei den Eingängen des Turms errichtet worden.
Am 27. August 2013 wurde bekanntgegeben, dass die Finanzierung des Turms gesichert ist und der Bau somit unmittelbar fortgesetzt werden kann. Das Gebäude wurde vom international angesehenen Architekten Helmut Jahn entworfen und strebte laut aktuellen Plänen die LEED-Gold-Zertifizierung an, indem das Gebäude nachhaltige Technologien wie ein grünes Dach, wassereffiziente Sanitärarmaturen, automatische Jalousien und Energiekontrollsysteme umfasst. Der Wiederbeginn der Bauarbeiten (für das Fundament) fand Ende Oktober 2013 statt, wobei die Endhöhe Anfang Oktober 2015 erreicht wurde. Ende Oktober 2016 wurde das Gebäude offiziell fertiggestellt und ab 2017 bezogen.

## Galerie

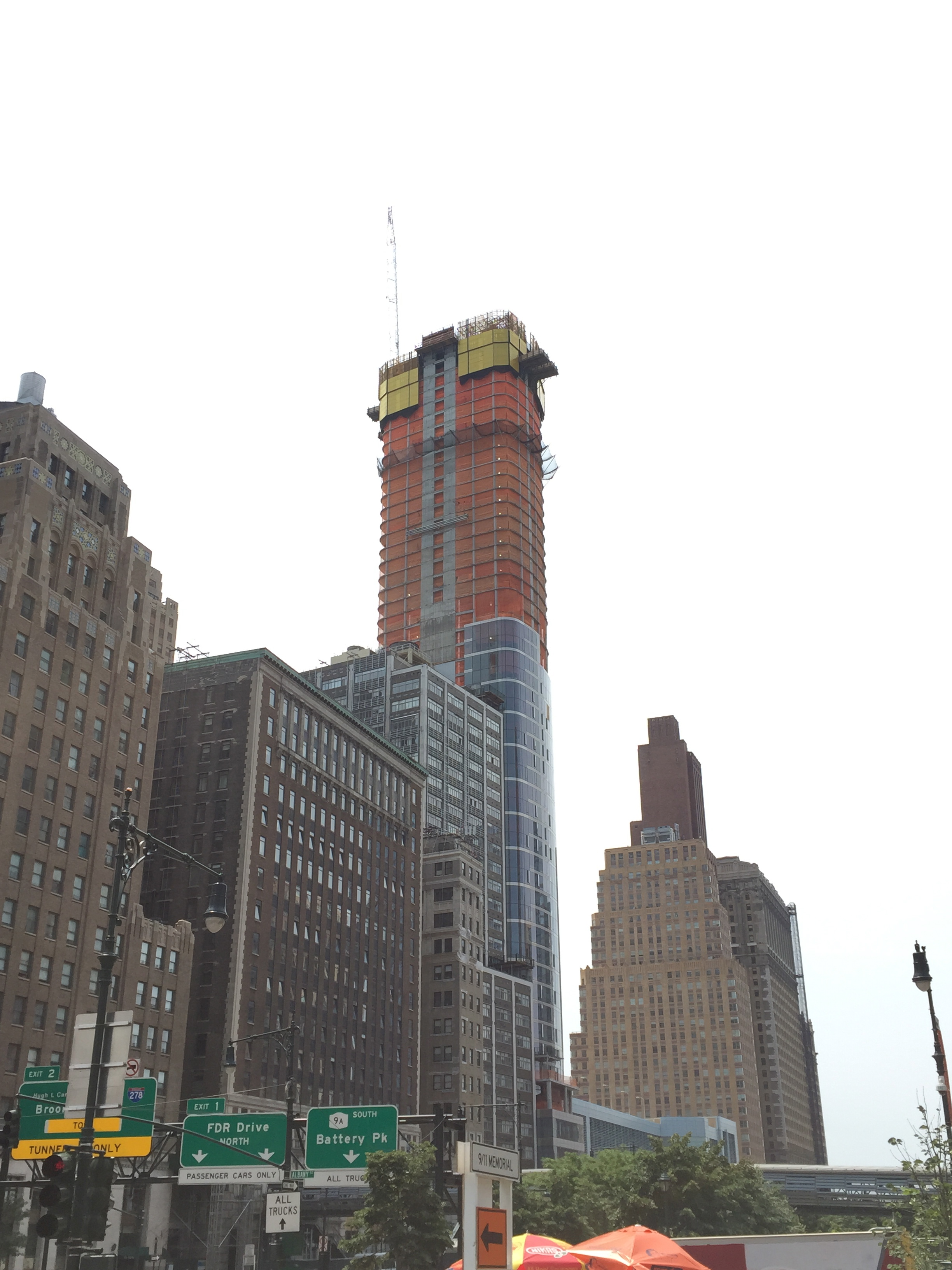
Das Gebäude im Juli 2015
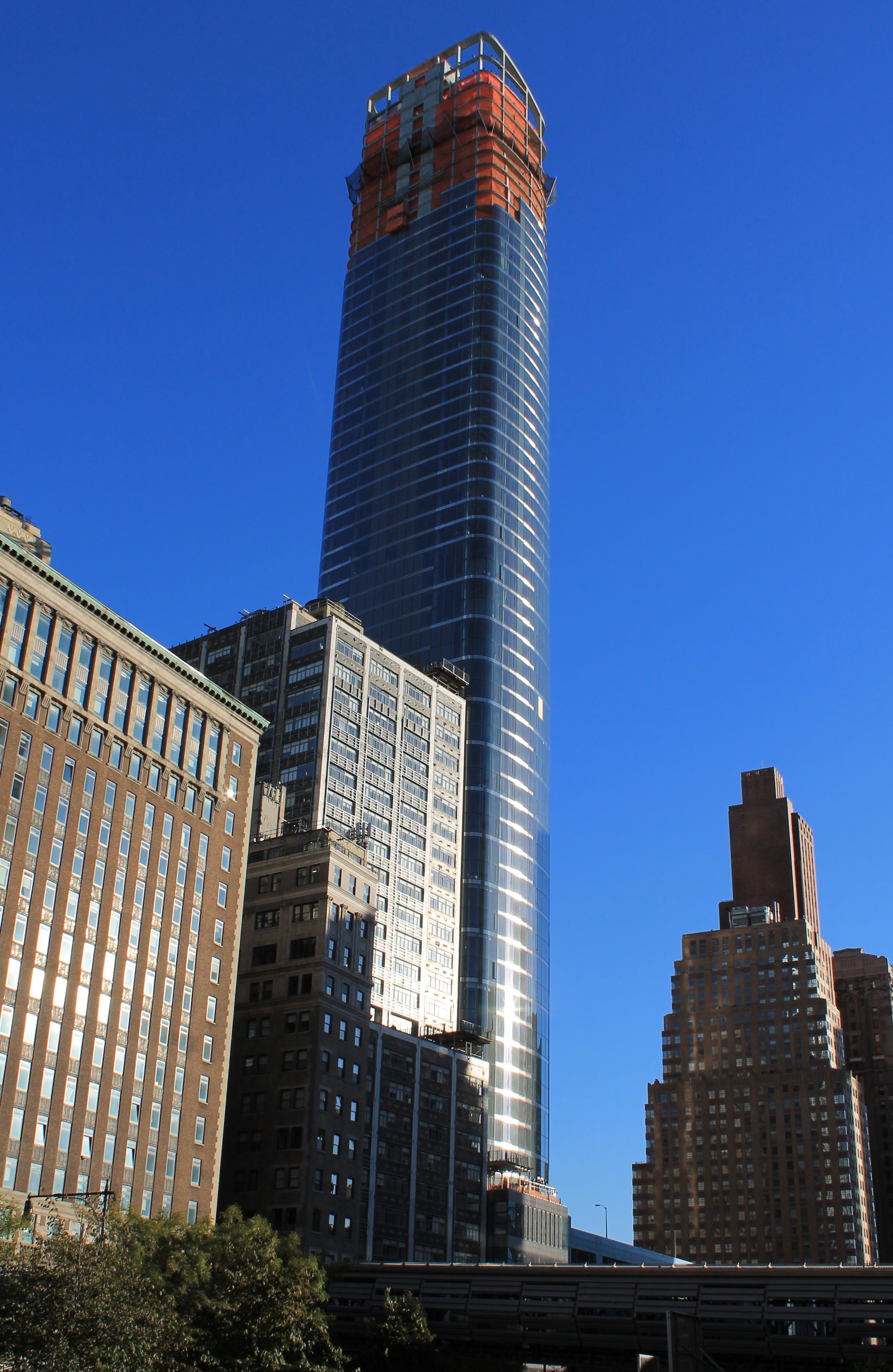
Oktober 2015
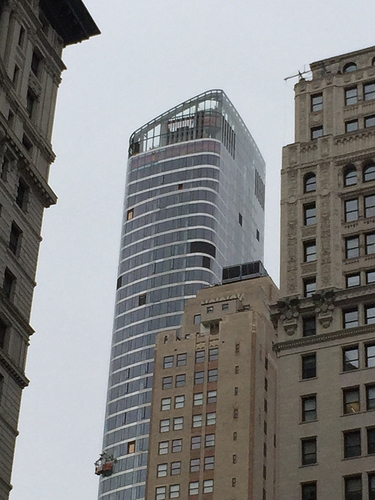
Mai 2016
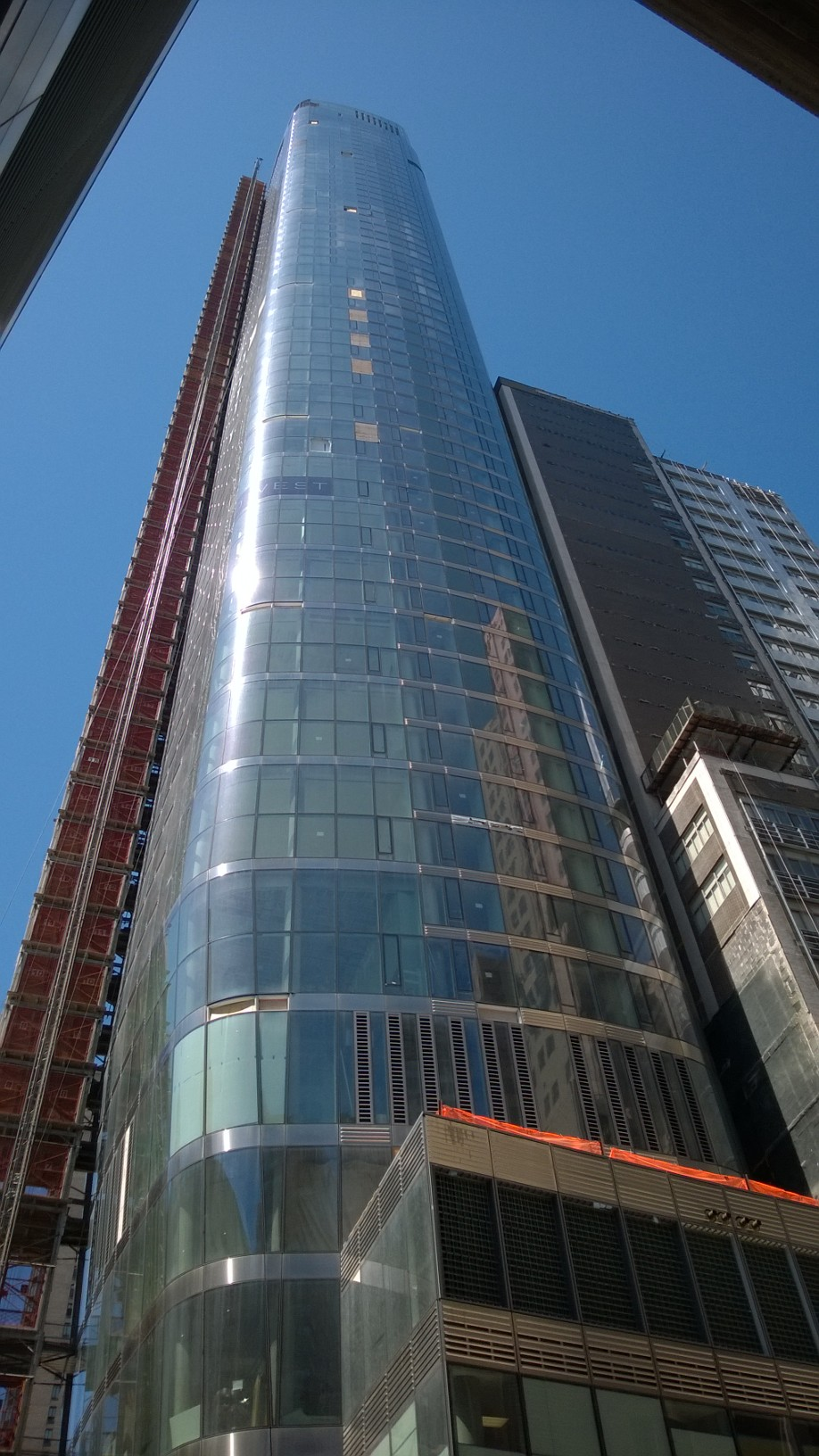
April 2017
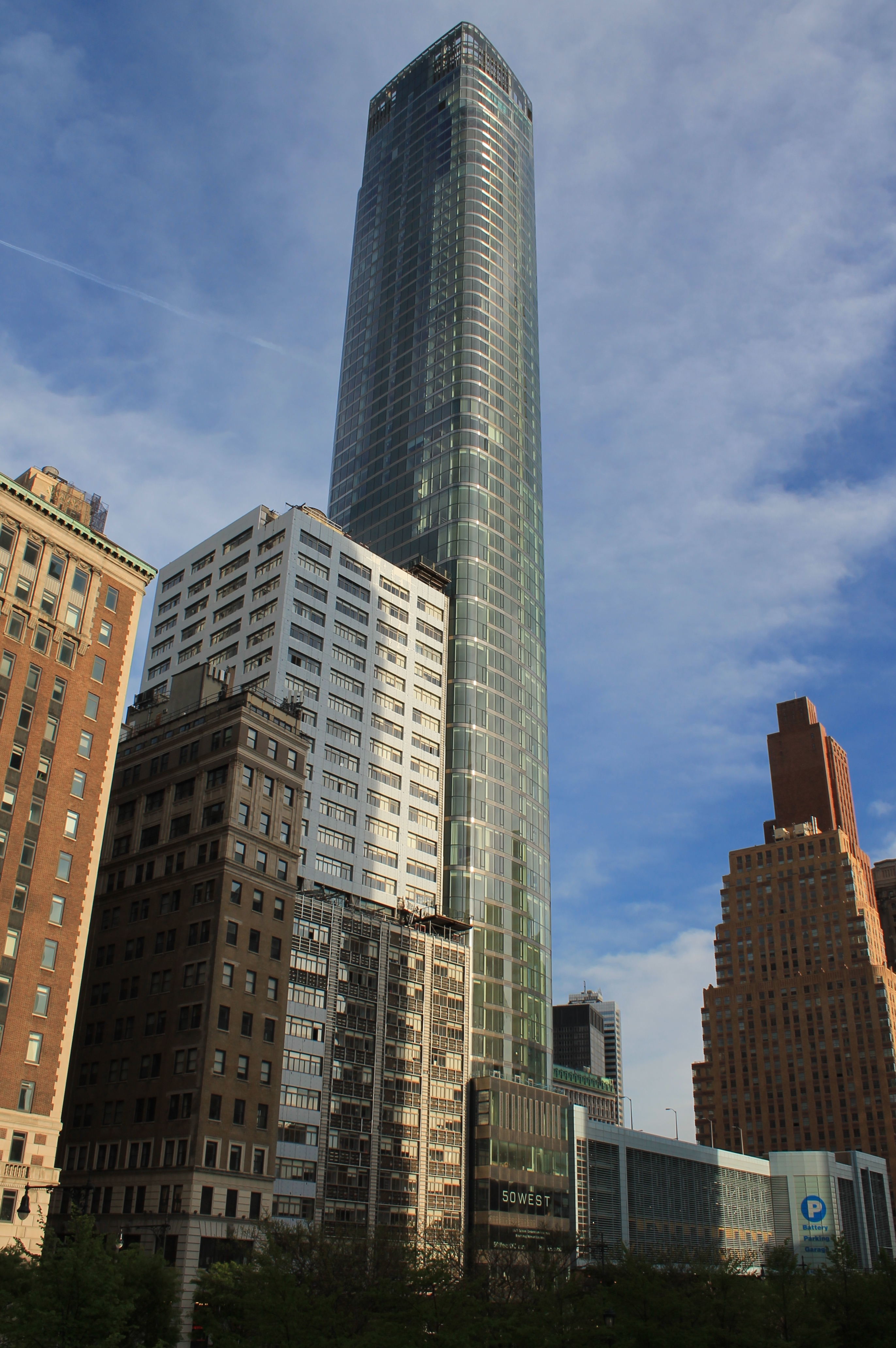
April 2017
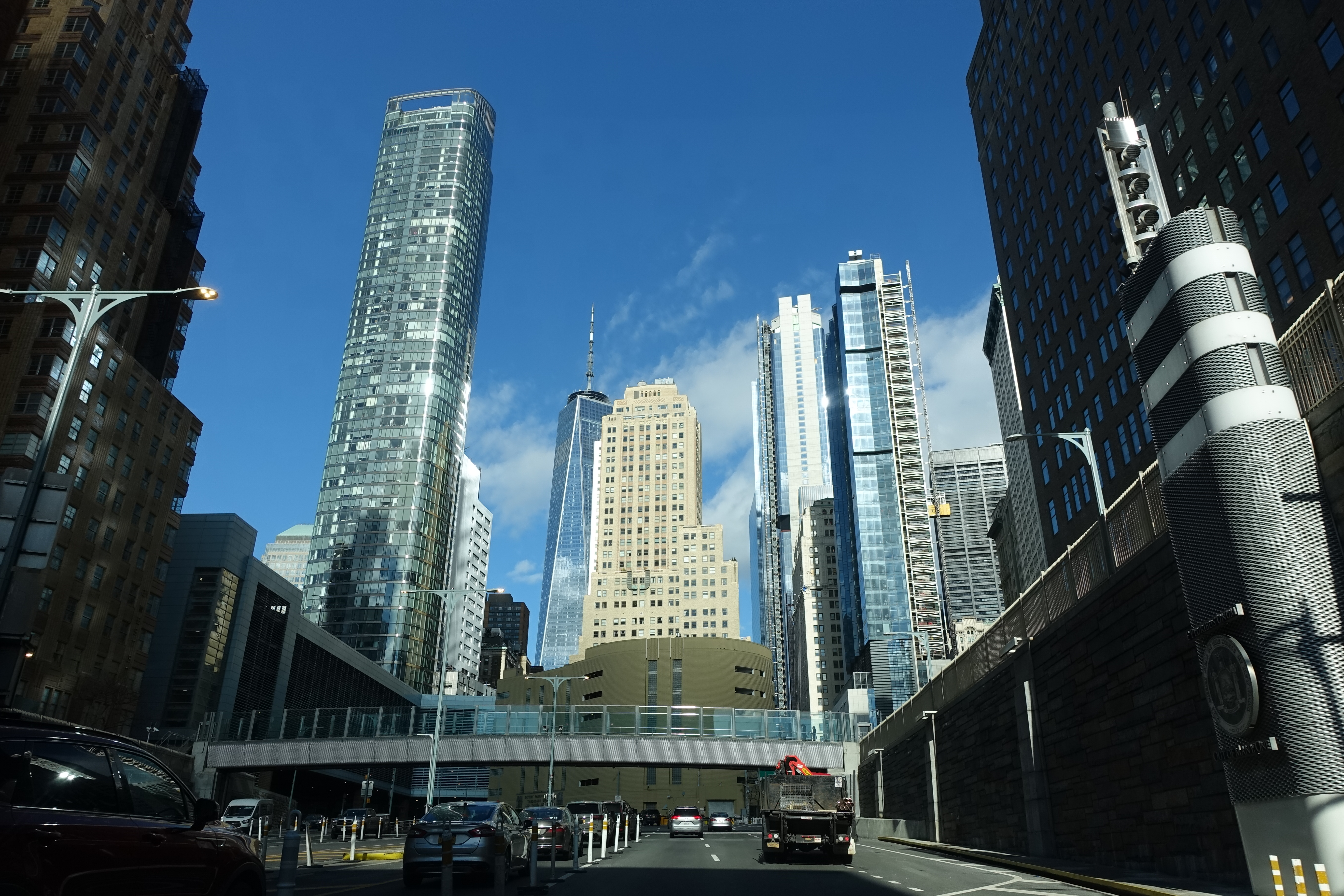
Januar 2022 (links)